# Ledinec
Ledinec is een plaats in de gemeente Beretinec in de Kroatische provincie Varaždin. De plaats telt 410 inwoners (2001).